# Lellia Cracco Ruggini
Lellia Cracco Ruggini (* 20. September 1931 in Mailand; † 27. Juni 2021 in Turin) war eine italienische Historikerin mit dem Schwerpunkt Antike und Frühmittelalter.

## Leben und Wirken
Lellia Ruggini publizierte mehr als 300 Schriften in den Bereichen Wirtschafts- und Sozialgeschichte, Ideengeschichte sowie antike und moderne Historiographie mit einem besonderen Fokus auf die Epoche zwischen dem 2. und dem 7. Jahrhundert.
1963 heiratete sie Giorgio Cracco. Das Paar hatte zwei Kinder, die Urologin Cecilia und die Anwältin Valeria Cracco. Lellia Ruggini lehrte als Dozentin ab 1957 römische und griechische Geschichte sowie lateinische Epigraphik am Lehrstuhl von Gianfranco Tibiletti (1924–1976) an der Universität Pavia, zuletzt von 1962 bis 1968 auf einer regulären Assistentenstelle.
1968 wechselte sie an die Universität Turin, wo sie bis 1994 als Professorin für Römische Geschichte lehrte und zum Jahreswechsel 1994/1995 emeritiert wurde.  Zwischen 1968 und 1975 war sie zudem Direktorin des Istituto di Storia Antica in Turin. 
Cracco Ruggini war Mitherausgeberin der Nuova Rivista Storica sowie der Rivista Storica Italiana. Sie war Socia der Accademia delle Scienze di Torino, der Accademia Nazionale dei Lincei, sie gehörte entsprechend der Société nationale des antiquaires de France, dem Institut de France, der Academia Europaea in London, der Association pour l’Antiquité Tardive zu Paris sowie der Associazione di Studi Tardoantichi in Neapel an. 1989 wurde sie Mitglied der Academia Europaea. 2010 wurde sie zum auswärtigen Mitglied der Académie des inscriptions et belles-lettres gewählt.
Sie starb am 27. Juni 2021 in Turin.

## Schriften (Auswahl)
- Ebrei e orientali nell’Italia settentrionale fra il IV e il VI secolo D. Cr., Pontificia Universitas Lateranensis, 1959.
- Esperienze economiche e sociali nel mondo romano, Marzorati, 1968.
- Strutture politiche e finanziarie della Grecia in età classica, G. Giappichelli, 1969.
- Leggenda e realtà degli etiopi nella cultura tardoimperiale, Accademia nazionale dei Lincei, 1974.
- mit Giorgio Cracco: Changing Fortunes of the Italian City from Late Antiquity to Early Middle Ages, Loescher, 1977.
- Vettio agorio pretestato e la fondazione sacra di Costantinopoli, Giorgio Bretschneider, 1979.
- La Sicilia tra Roma e Bisanzio, Società editrice Storia di Napoli e della Sicilia, 1980.
- mit Alberto Broglio: Storia di Vicenza. Il territorio, la preistoria, L’età romana, Neri Pozza, 1993.
- mit Alberto Broglio: Storia di Vicenza. L’età medievale, Neri Pozza, 1993.
- mit Alberto Broglio: Storia di Vicenza. L’età della repubblica Veneta, 1404–1797, Neri Pozza, 1993.
- mit Alberto Broglio: Storia di Vicenza. L’età contemporanea, Neri Pozza, 1993.
- mit Paolo Cammarosano: Il Patriarcato di Aquileia. Uno stato nell’Europa medievale, Casamassima, 2000.
- Gli ebrei in età tardoantica. Presenze, intolleranze, incontri, Edizioni di storia e letteratura, 2011.